# Pat Walker
Patrick Joseph Walker (Carlow, 20 dicembre 1959) è un allenatore di calcio ed ex calciatore irlandese, di ruolo centrocampista.

## Biografia
È il padre dei calciatori Kevin e Robert Walker.

## Carriera

### Giocatore

#### Club
Walker giocò per il Gillingham tra il 1977 ed il 1981, collezionando 51 apparizioni nella Football League. Giocò brevemente anche per il Bohemian, prima di lasciare il calcio professionistico e trasferirsi in Svezia, per giocare con Häcken e GIF Sundsvall.

#### Nazionale
Walker disputò 2 incontri per la Irlanda under 21.

### Allenatore
Dopo aver lasciato il calcio giocato, Walker diventò allenatore del Varberg BoIS. In seguito, ricoprì questa carica anche al GIF Sundsvall e all'Örebro. Nel 2008, diventò allenatore del Sandefjord. Fu esonerato da questo incarico il 9 maggio 2011, a causa di un inizio di campionato negativo. Guidò successivamente l'Assyriska.